# Banksia armata
Banksia armata är en tvåhjärtbladig växtart som först beskrevs av Robert Brown, och fick sitt nu gällande namn av A.R.Mast & K.R.Thiele. Banksia armata ingår i släktet Banksia och familjen Proteaceae. Utöver nominatformen finns också underarten B. a. ignicida.